# Соглашение о партнёрстве и сотрудничестве между Европейскими сообществами и Украиной
Соглашение о партнерстве и сотрудничестве между Европейскими сообществами и Украиной (СПС, укр. Угода про партнерство та співробітництво; англ. Partnership and co-operation agreement between the European communities and their member states, and Ukraine) — соглашение между Европейскими сообществами и их государствами-членами с одной стороны и Украиной с другой. Подписано 16 июня 1994 и ратифицировано законом Украины N 237/94-ВР от 10 ноября 1994 года.

## История
Это было первое соглашение, подписанное ЕС со странами бывшего СССР. Поскольку СПС касается дел всех стран ЕС, оно должно быть ратифицировано всеми тремя Европейскими сообществами, а также и всеми странами-участницами. Длительный процесс ратификации Соглашения государствами-членами закончился только в начале 1998 года; следовательно, СПС вступило в силу 1 марта 1998 года. Для решения проблемы, обусловленной увеличением с 1 января 1995 года численности государств-членов ЕС до 15, был подписан Дополнительный протокол с Украиной от 10 апреля 1997 года, по которому Австрия, Финляндия и Швеция стали членами СПС наряду с первыми двенадцатью странами-участницами. После того как Украина и страны-члены ЕС ратифицировали СПС, Совет и Комиссия на совместном заседании 26 января 1998 года договорились о временном применении дополнительного протокола относительно официального вступления в силу.

## Содержание
Официальный текст Соглашения состоит из:
- самого текста СПС с преамбулой и 109 статьями;
- Протокола о взаимной помощи в таможенных вопросах;
- пяти Приложений и одного Дополнения;
- Совместных деклараций в отношении статей 18, 19, 30, 31, 32(б), 43, 50 и 102 СПС;
- обмена письмами по вопросам создания компаний Сообщества на Украине еще до вступления в силу СПС (статья 30 СПС);
- Декларации Франции о неприменении СПС для стран и территорий, которые подписали соглашение об ассоциации с Сообществом в соответствии с Договором о создании ЕС.